# Campeonato Paraense de Futebol Sub-20 de 2023
O Campeonato Paraense Sub-20 de 2023 foi a trigésima edição desta competição futebolística de categoria de base organizada pela Federação Paraense de Futebol (FPF).
Tuna Luso e Paysandu protagonizaram a decisão do torneio, que foi vencida pela Águia do Souza após vencer o Papão da Curuzu pelo placar de 1–0 com gol de Pedrinho; isso sendo o primeiro título em vinte anos na história do clube na competição. Além disso, a Tuna obteve o direito de disputar a Copa do Brasil Sub-20 de 2024.

## Participantes e regulamento
A edição de 2023 foi disputada por 32 equipes. Na primeira fase, as equipes seriam divididas em cinco chaves: quatro com clubes da região metropolitana de Belém, e um com clubes da região nordeste do estado. Os três melhores colocados, além do melhor 4° colocado avançariam de fase. Nas oitavas de final, as equipes foram organizadas conforme a classificação geral, onde é adotado o cruzamento olímpico entre os 8 primeiros e 8 últimos, em partida única. Nas quartas de final, as equipes vencedoras avançariam de fase. Nas semifinais, quaisquer vantagens fotam extinguidas. Na final, a equipe vencedora seria declarada campeã da competição.
Abaixo as equipes participantes da competição:
Grupo A
- Carajás
- Castanhal
- Salinas
- Santa Maria
- Trabalhista
- Vila Rica SC

Grupo B
- Atlético JM9
- Belenense
- Comercial
- CRT-23
- Independente de Belém
- Paysandu
- CA Vila Rica

Grupo C
- Bragantino-PA
- Estrela
- Juventude
- Pedreira
- São Francisco-PA
- Tapajós
- União Paraense

Grupo D
- Cabanos
- Craques do Futuro
- Cruzeirão
- Paraense
- Remo
- Maracanã

Grupo E
- Boca Júnior
- Ponte Nova
- Sacramenta
- Sport Belém
- Terra Alta
- Tuna Luso

## Resultados

### Primeira fase

#### Grupo A
| Pos | Equipe       | Pts | J  | V | E | D  | GP | GC | SG  | Classificado   |
| --- | ------------ | --- | -- | - | - | -- | -- | -- | --- | -------------- |
| 1   | Carajás      | 27  | 10 | 9 | 0 | 1  | 39 | 2  | +37 | Próxima fase   |
| 2   | Castanhal    | 24  | 10 | 8 | 0 | 2  | 29 | 10 | +19 | Próxima fase   |
| 3   | Santa Maria  | 19  | 10 | 6 | 1 | 3  | 9  | 2  | +7  | Próxima fase   |
| 4   | Trabalhista  | 13  | 10 | 4 | 1 | 5  | 15 | 22 | −7  | Índice técnico |
| 5   | Salinas      | 6   | 10 | 2 | 0 | 8  | 19 | 39 | −20 |                |
| 6   | Vila Rica SC | 0   | 10 | 0 | 0 | 10 | 7  | 41 | −34 |                |

#### Grupo B
| Pos | Equipe                | Pts | J  | V  | E | D  | GP | GC | SG  | Classificado   |
| --- | --------------------- | --- | -- | -- | - | -- | -- | -- | --- | -------------- |
| 1   | Paysandu              | 36  | 12 | 12 | 0 | 0  | 63 | 4  | +59 | Próxima fase   |
| 2   | CRT-23                | 26  | 12 | 8  | 2 | 2  | 40 | 10 | +30 | Próxima fase   |
| 3   | Belenense             | 23  | 12 | 7  | 2 | 3  | 35 | 16 | +19 | Próxima fase   |
| 4   | Vila Rica             | 16  | 12 | 5  | 1 | 6  | 32 | 28 | +4  | Índice técnico |
| 5   | Atlético JM9          | 11  | 12 | 3  | 2 | 7  | 10 | 53 | −43 |                |
| 6   | Comercial-PA          | 7   | 12 | 1  | 4 | 7  | 9  | 35 | −26 |                |
| 7   | Independente de Belém | 1   | 12 | 0  | 1 | 11 | 13 | 56 | −43 |                |

#### Grupo C
| Pos | Equipe           | Pts | J  | V  | E | D | GP | GC | SG  | Classificado   |
| --- | ---------------- | --- | -- | -- | - | - | -- | -- | --- | -------------- |
| 1   | Tapajós          | 34  | 14 | 10 | 4 | 0 | 30 | 11 | +19 | Próxima fase   |
| 2   | Juventude-PA     | 25  | 14 | 8  | 1 | 5 | 28 | 14 | +14 | Próxima fase   |
| 3   | Pedreira         | 23  | 13 | 6  | 5 | 2 | 24 | 12 | +12 | Próxima fase   |
| 4   | Estrela          | 15  | 12 | 5  | 0 | 7 | 24 | 25 | −1  | Índice técnico |
| 5   | Bragantino-PA    | 13  | 12 | 4  | 1 | 7 | 17 | 26 | −9  |                |
| 6   | União Paraense   | 10  | 12 | 2  | 4 | 6 | 10 | 20 | −10 |                |
| 7   | São Francisco-PA | 5   | 12 | 1  | 2 | 9 | 16 | 41 | −25 |                |

#### Grupo D
| Pos | Equipe            | Pts | J  | V | E | D | GP | GC | SG  | Classificado   |
| --- | ----------------- | --- | -- | - | - | - | -- | -- | --- | -------------- |
| 1   | Remo              | 25  | 11 | 8 | 1 | 2 | 42 | 12 | +30 | Próxima fase   |
| 2   | Paraense          | 21  | 11 | 6 | 3 | 2 | 22 | 20 | +2  | Próxima fase   |
| 3   | Craques do Futuro | 15  | 11 | 4 | 3 | 4 | 21 | 27 | −6  | Próxima fase   |
| 4   | Maracanã          | 12  | 10 | 3 | 3 | 4 | 22 | 18 | +4  | Índice técnico |
| 5   | Cruzeirão         | 11  | 10 | 3 | 2 | 5 | 17 | 13 | +4  |                |
| 6   | Cabanos           | 1   | 10 | 0 | 1 | 9 | 8  | 45 | −37 |                |

#### Grupo E
| Pos | Equipe        | Pts | J  | V  | E | D | GP | GC | SG  | Classificado   |
| --- | ------------- | --- | -- | -- | - | - | -- | -- | --- | -------------- |
| 1   | Tuna Luso     | 42  | 14 | 14 | 0 | 0 | 90 | 5  | +85 | Próxima fase   |
| 2   | Sport Belém   | 24  | 11 | 8  | 0 | 3 | 46 | 19 | +27 | Próxima fase   |
| 3   | Boca Júnior   | 12  | 11 | 4  | 0 | 7 | 15 | 28 | −13 | Próxima fase   |
| 4   | Sacramenta    | 12  | 10 | 4  | 0 | 6 | 19 | 34 | −15 | Índice técnico |
| 5   | Terra Alta    | 7   | 10 | 2  | 1 | 7 | 13 | 53 | −40 |                |
| 6   | Ponte Nova-PA | 4   | 10 | 1  | 1 | 8 | 8  | 55 | −47 |                |

#### Índice técnico
| Pos | Equipe      | Pts | J  | V | E | D | GP | GC | SG  | Classificado |
| --- | ----------- | --- | -- | - | - | - | -- | -- | --- | ------------ |
| 1   | Vila Rica   | 16  | 12 | 5 | 1 | 6 | 32 | 28 | +4  | Próxima fase |
| 2   | Estrela     | 15  | 12 | 5 | 0 | 7 | 24 | 25 | −1  |              |
| 3   | Trabalhista | 13  | 10 | 4 | 1 | 5 | 15 | 22 | −7  |              |
| 4   | Maracanã    | 12  | 10 | 3 | 3 | 4 | 22 | 18 | +4  |              |
| 5   | Sacramenta  | 12  | 10 | 4 | 0 | 6 | 19 | 34 | −15 |              |

### Fase final
Em itálico, as equipes que possuíram o mando de campo no confronto; em negrito as equipes vencedoras.
|  | Oitavas de final  | Oitavas de final |       |           | Quartas de final | Quartas de final |  |                | Semifinais | Semifinais |  |          | Final | Final |
|  |                   |                  |       |           |                  |                  |  |                |            |            |  |          |       |       |
|  | Paysandu          | 4                |       |           |                  |                  |  |                |            |            |  |          |       |       |
|  | Boca Júnior       | 0                |       |           |                  |                  |  |                |            |            |  |          |       |       |
|  | Boca Júnior       | 0                |       | Paysandu  | 2                |                  |  |                |            |            |  |          |       |       |
|  |                   |                  |       | Paysandu  | 2                |                  |  |                |            |            |  |          |       |       |
|  |                   | Juventude-PA     | 0     |           |                  |                  |  |                |            |            |  |          |       |       |
|  | Remo              | Juventude-PA     | 0     | 1         |                  |                  |  |                |            |            |  |          |       |       |
|  | Remo              |                  |       | 1         |                  |                  |  |                |            |            |  |          |       |       |
|  | Juventude-PA      | 3                |       |           |                  |                  |  |                |            |            |  |          |       |       |
|  | Juventude-PA      | 3                |       |           |                  |                  |  | Paysandu (pen) | 0 (3)      |            |  |          |       |       |
|  |                   |                  |       |           |                  |                  |  | Paysandu (pen) | 0 (3)      |            |  |          |       |       |
|  |                   | Castanhal        | 0 (2) |           |                  |                  |  |                |            |            |  |          |       |       |
|  | Tapajós (pen)     | Castanhal        | 0 (2) | 1 (5)     |                  |                  |  |                |            |            |  |          |       |       |
|  | Tapajós (pen)     |                  |       | 1 (5)     |                  |                  |  |                |            |            |  |          |       |       |
|  | Pedreira          | 1 (4)            |       |           |                  |                  |  |                |            |            |  |          |       |       |
|  | Pedreira          | 1 (4)            |       | Tapajós   | 1 (1)            |                  |  |                |            |            |  |          |       |       |
|  |                   |                  |       | Tapajós   | 1 (1)            |                  |  |                |            |            |  |          |       |       |
|  |                   | Castanhal (pen)  | 1 (3) |           |                  |                  |  |                |            |            |  |          |       |       |
|  | Castanhal         | Castanhal (pen)  | 1 (3) | 3         |                  |                  |  |                |            |            |  |          |       |       |
|  | Castanhal         |                  |       | 3         |                  |                  |  |                |            |            |  |          |       |       |
|  | Belenense         | 1                |       |           |                  |                  |  |                |            |            |  |          |       |       |
|  | Belenense         | 1                |       |           |                  |                  |  |                |            |            |  | Paysandu | 0     |       |
|  |                   |                  |       |           |                  |                  |  |                |            |            |  | Paysandu | 0     |       |
|  |                   | Tuna Luso        | 1     |           |                  |                  |  |                |            |            |  |          |       |       |
|  | Tuna Luso         | Tuna Luso        | 1     | 3         |                  |                  |  |                |            |            |  |          |       |       |
|  | Tuna Luso         |                  |       | 3         |                  |                  |  |                |            |            |  |          |       |       |
|  | Vila Rica         | 2                |       |           |                  |                  |  |                |            |            |  |          |       |       |
|  | Vila Rica         | 2                |       | Tuna Luso | 1                |                  |  |                |            |            |  |          |       |       |
|  |                   |                  |       | Tuna Luso | 1                |                  |  |                |            |            |  |          |       |       |
|  |                   | Santa Maria      | 0     |           |                  |                  |  |                |            |            |  |          |       |       |
|  | Sport Belém       | Santa Maria      | 0     | 0         |                  |                  |  |                |            |            |  |          |       |       |
|  | Sport Belém       |                  |       | 0         |                  |                  |  |                |            |            |  |          |       |       |
|  | Santa Maria       | 3                |       |           |                  |                  |  |                |            |            |  |          |       |       |
|  | Santa Maria       | 3                |       |           |                  |                  |  | Tuna Luso      | 2          |            |  |          |       |       |
|  |                   |                  |       |           |                  |                  |  | Tuna Luso      | 2          |            |  |          |       |       |
|  |                   | Carajás          | 1     |           |                  |                  |  |                |            |            |  |          |       |       |
|  | Carajás           | Carajás          | 1     | 2         |                  |                  |  |                |            |            |  |          |       |       |
|  | Carajás           |                  |       | 2         |                  |                  |  |                |            |            |  |          |       |       |
|  | Craques do Futuro | 1                |       |           |                  |                  |  |                |            |            |  |          |       |       |
|  | Craques do Futuro | 1                |       | Carajás   | 2                |                  |  |                |            |            |  |          |       |       |
|  |                   |                  |       | Carajás   | 2                |                  |  |                |            |            |  |          |       |       |
|  |                   | CRT-23           | 0     |           |                  |                  |  |                |            |            |  |          |       |       |
|  | Paraense          | CRT-23           | 0     | 3 (3)     |                  |                  |  |                |            |            |  |          |       |       |
|  | Paraense          |                  |       | 3 (3)     |                  |                  |  |                |            |            |  |          |       |       |
|  | CRT-23 (pen)      | 3 (5)            |       |           |                  |                  |  |                |            |            |  |          |       |       |

| Fonte: FPF |